# Irene Vallejo
Irene Vallejo Moreu (Zaragoza, 1979) es una filóloga y escritora española. Entre otros premios ha recibido el Premio Nacional de Ensayo 2020 por su libro El infinito en un junco, el Premio Aragón 2021y el Premio de las Letras Aragonesas 2023.

## Trayectoria
Doctora en Filología Clásica por las universidades de Zaragoza y Florencia, su labor se centra en la investigación y divulgación de los autores clásicos; así, por ejemplo, colabora con los periódicos Heraldo de Aragón y El País, donde mezcla temas de actualidad con enseñanzas del mundo antiguo. Fruto de ese trabajo publicó dos libros recopilatorios de sus columnas semanales, El pasado que te espera y Alguien habló de nosotros. Junto con la poetisa argentina Inés Ramón recopila columnas publicadas en Heraldo de Aragón sobre la mujer en la mitología, combinados con poemas de Inés, en el libro La mañana descalza.
Compagina esa labor con su actividad literaria. En 2011 publicó su primera novela, La luz sepultada, una historia cotidiana de sentimientos y miedos situada en la Zaragoza de 1936 frente al inminente estallido de la guerra civil española. Su segunda novela fue El silbido del arquero, publicada por la editorial Contraseña, en la que plantea una historia de aventuras y amor, ambientada en tiempos legendarios, recordando a los conflictos contemporáneos. También cultivó la literatura infantil y juvenil con las obras El inventor de viajes, ilustrada por José Luis Cano, y La leyenda de las mareas mansas, en colaboración con la pintora Lina Vila. Fue incluida en la antología de narradoras aragonesas Hablarán de nosotras (2016) con el relato El mal invisible.
En 2020 fue galardonada con el Premio Nacional de Ensayo por su libro El infinito en un junco, siendo la quinta mujer que se galardona con este premio desde que se creó en 1975. La primera mujer que recibió el galardón fue la filósofa Celia Amorós en 2006.
El 23 de abril de 2021 recibió el premio Aragón, la máxima distinción institucional otorgada por el Gobierno de Aragón, en un acto celebrado en el palacio de la Aljafería; tal y como ella misma y el presidente de Aragón, Javier Lambán Montañés, afirmaron, la idea de escribir El infinito en un junco se le ocurrió en el patio del propio palacio. En la mañana de ese mismo 23 de abril, dio en Barcelona el pregón de la Lectura del Día del Libro (Sant Jordi), acompañada de su alcaldesa, Ada Colau.
El 8 de mayo de 2021 participó en el 50.º aniversario del Hospital Infantil Miguel Servet de Zaragoza, acto en el que pronunció un discurso agradeciendo los cuidados dispensados por este hospital y sus profesionales a su hijo.
Fue elegida para participar el 18 de octubre de 2022 en la ceremonia de apertura de los actos de España como Invitado de Honor en la Feria del Libro de Fráncfort, en la que también hablaron el rey Felipe VI y el escritor Antonio Muñoz Molina.
Participó en el programa de RTVE Un país para leerlo, en el episodio dedicado a Zaragoza, emitido el 9 de diciembre de 2022 en La 2. En el mismo fue entrevistada por Mario Obrero.
Mediante Decreto de  8 de marzo de 2024, el Gobierno de Aragón le otorgó el Premio de las Letras Aragonesas 2023, la máxima distinción de la Comunidad para un escritor. Tras recoger el galardón de manos de la Presidencia, lo dedicó a Carmen Romeo Pemán, su profesora de Lengua y Literatura en el IES Goya, reconociéndola como su "maestra en el verbo y en el adverbio".

## Obras
- Terminología libraria y crítico-literaria en Marcial (2008)
- El pasado que te espera (2010)
- La luz sepultada (2011)
- El inventor de viajes (2014)
- La leyenda de las mareas mansas (2015)
- El silbido del arquero (2015)
- Alguien habló de nosotros (2017)
- La mañana descalza (2018), con Inés Ramón
- El infinito en un junco (2019)
- El futuro recordado (2020)
- Manifiesto por la lectura (2020)
- Los sueños de mis fantasmas (2021)
- El infinito en un junco (adaptación gráfica) (2023), ilustrado por Tyto Alba[20]

## Premios y reconocimientos
- Quinto Certamen Los Nuevos de Alfaguara (1997), por el cuento La fisonomía del soldado, publicado en La mascota virtual y otros relatos (1998).
- Premio de la Sociedad de Estudios Clásicos al Mejor Trabajo de Investigación (2005).
- Mención especial del Jurado en el Premio Internacional de Novela Histórica Ciudad de Zaragoza (2012).
- Premio Sabina de Plata (2017).
- Premio Ojo Crítico de narrativa (2019).[21]
- Premio Nacional “Promotora de los Estudios Latinos” 2019 otorgado por la Sociedad de Estudios Latinos (SELat).[22]
- Premio Los Libreros Recomiendan (2020), en categoría de no ficción, por El infinito en un junco.[23]
- Premio Nacional de Ensayo (2020) por El infinito en un junco.[2]
- Premio de Literatura José Antonio Labordeta (2020).
- Premio Búho 2020, concedido por la Asociación Aragonesa de Amigos del Libro, a la mejor edición 2019 por el libro El infinito en un junco.[24]
- Premio Alumna Distinguida de la Facultad de Filosofía y Letras de la Universidad de Zaragoza 2021[25]
- Premio Aragón (2021).[26]
- Premio Heraldo (2021) a los Valores Humanos y el Conocimiento.[27]
- Premio de la Sociedad Española de Estudios Clásicos en su XXI edición, por su labor de difusión, promoción y defensa de los estudios clásicos.[28]
- Premio Antonio de Sancha (2022), Asociación de Editores de Madrid, en su 26.a edición, por su «extraordinaria aportación al conocimiento de la historia del libro y al fomento de la lectura» a través de su obra El infinito en un junco.[29]
- IX Premio Internacional de Ensayo Pedro Henríquez Ureña, otorgado por la Academia Mexicana de la Lengua.[30] El jurado, formado por Gonzalo Celorio, Adolfo Castañón, Jesús Silva-Herzog Márquez, Liliana Weinberg y Angelina Muñiz-Huberman, destacó el brío y la capacidad de la autora por renovar la tradición del género del ensayo, mostrados a lo largo de su obra y, en particular, en su libro El infinito en un junco.
- Premio al Líder Humanista 2022.[31][32] El premio le fue entregado el 23 de enero de 2023 en el salón de actos de la Biblioteca Nacional de España.[33]
- En 2023 recibió el Premio Wenjin Book Award, premio otorgado por la Biblioteca Nacional de China, en la categoría de Ciencias Sociales.[34]
- Premio Alibrate 2022, otorgado por la Fundación Leer argentina,[35] en la categoría «Mejor obra publicada en los últimos tres años» por Manifiesto por la lectura,[36] galardón entregado en la Feria Internacional del Libro en Buenos Aires el 11 de mayo de 2023.[37]
- Premio de Lectores de Francia 2023.[38]
- Premio de la Asociación Iberoamericana de la Comunicación (ASICOM) - Universidad de Oviedo 2023.[39]
- Medalla del Justicia de Aragón 2023.[40]
- Premio "Personaje del Año" 2023 en la categoría "Letras", otorgado por la Asociación Mundial de Periodistas.[41]
- Premio "Artes & Letras" (suplemento de cultura de Heraldo de Aragón) 2023 en la categoría de Literatura.[42]
- Premio a la Excelencia Comunicativa de Servicio Público de la Universidad de Valladolid 2023 (ex aequo con Alfredo Corell), el premio le fue entregado por la filósofa Mercedes Gómez Blesa.[43][44]
- Premio a Mejor Comunicación en Liderazgo Femenino (II Edición Premios Mujeres en el Sector Público).[45]
- Premio de las Letras Aragonesas 2023.[4][46]
- Premio 20minutos 2024.[47]
- Doctorado honoris causa por la Universidad Nacional de Educación a Distancia 2025.[48]
- VI Premio Alfonso Reyes, convocado por la Secretaría de Cultura del Estado de Nuevo León, Conarte Nuevo León, la Universidad Autónoma de Nuevo León, el Instituto Tecnológico y de Estudios Superiores de Monterrey, la Universidad de Monterrey y la Universidad Regiomontana. Recibe el reconocimiento por lograr con su escritura «delicada y poderosa, tender puentes entre la sabiduría del pasado y los dilemas del presente. Su prosa destaca por su capacidad para unir conocimiento y emoción, historia y vida cotidiana. Todo ello a través de una voz literaria que nos invita a pensar, a sentir e imaginar. Sus letras nos recuerdan que los libros son lugares de acogida, espacios donde habita la libertad y donde se cultiva la esperanza».[49]
- XXXVIII Premio de Periodismo El Correo, por su artículo El ágora de las ciudades errantes, publicado en El País.[50]
- Premio Ciudad de Priego de Literatura 2025.[51]
- Doctorado honoris causa por la Universidad Internacional Menéndez Pelayo 2025.[52]